# محمد بن علی کراجکی
ابوالفتح محمد بن علی بن عثمان کَراجُکی (یا کَراجَکی) یکی از علمای شیعه در قرن چهارم و پنجم است که برخی از علمای شیعه و سنی جایگاه علمی و شخصیت وی را ستوده‌اند.

## زندگی‌نامه
دربارهٔ تاریخ و مکان ولادت ابوالفتح کراجکی در منابع مطلبی ذکر نشده و فقط به این نکته اشاره شده‌است که وی «نزیل رمله» یعنی ساکن شهر رمله بوده‌است. سید عبدالعزیز کریمی می‌نویسد: عبارت «نزیل رمله» به این نکته اشاره دارد که وی در آنجا سکونت داشت. سپس می‌نویسد: برخی قائلند، وی اهل «کراجُک» از روستاهای نزدیک واسط بوده‌است. البته با توجه به زمان رحلت وی (۴۴۹ق) احتمالاً وی در اواخر قرن چهارم هجری متولد شده‌است.
کراجکی عشق روزافزونی به تحصیل دانش داشت و در دوران زندگی‌اش، پیوسته برای آموختن تازه‌ها به سرزمین‌های مختلف اسلامی و غیراسلامی سفر نمود. همچنین وی را از بزرگ‌ترین عالمان فقه و حدیث در قرن پنجم نام می‌برند که علمای دیگر شیعه از تألیفات وی استفاده فراوانی داشته‌اند و به آثار وی مراجعه می‌کردند.
ابوالفتح کراجکی در دوم ربیع‌الثانی سال ۴۴۹ قمری در شهر صور وفات یافت.

## استادان و شاگردان
کراجکی گروه زیادی از علمای زمانش را از خاصه و عامه ملاقات کرده و نزد ایشان تلمذ کرده و از آنها روایت شنیده‌است. از جمله مهمترین استادان و مشایخ وی می‌توان به شیخ مفید شیخ طوسی، نجاشی، سلار دیلمی، ابن واسطی، ابن براج طرابلسی، مسلمی حرانی، ابن شاذان قمی، صیرفی بغدادی، احمد بن نوح بن محمد حنبلی، و… اشاره کرد.
از جمله شاگردان وی می‌توان عبدالرحمن خزایی نیشابوری، ابومحمد حبشی، حسین بن هبة الله طرابلسی را نام برد.

## جایگاه و وثاقت علمی
کراجکی از جمله علمایی است که برخی علمای شیعه و سنی در خصوص جایگاه علمی، وثاقت و احاطه وی به علوم مختلف، سخن گفته‌اند. از جمله:
- مامقانی در تنقیح المقال پس از اینکه وی را فقیه و ثقه معرفی می‌کند، می‌نویسد: هر کس کتب وی را ملاحظه کند، نهایت فضل و تحقیق و دقت و کمال اطلاع وی را از سایر مذاهب به خوبی می‌تواند درک کند.[۱۰]
- سید احمد حسینی در مقدمه کتاب معدن الجواهر می‌نویسد: «نحوی، لغوی، منجم، طبیب، متکلم، فقیه، محدث…»[۱۱]
- منتجب الدین بن بابویه در مورد کراجکی این چنین می‌نویسد: شیخ عالم ثقه ابوالفتح محمد بن علی کراجکی، فقیه اصحاب، که نزد سید مرتضی و شیخ طوسی روایت قرائت نموده‌است و صاحب تصانیف نیز هست که از جمله آنها می‌توان به کتاب «التعجب» و کتاب «النوادر» اشاره کرد و اخبار ما از او، به واسطه پدرم، از پدرش نقل شده‌است.[۱۲]
- حر عاملی، کراجکی را عالم، فاضل، متکلم، فقیه، محدث، ثقه جلیل القدر معرفی می‌کند و در ادامه، پس از ذکر تعدادی از کتاب‌های کراجکی، آنچه را که ابن بابویه و ابن شهر آشوب در مورد کراجکی گفته‌اند آورده و سپس می‌گوید: کتاب الفهرست متعلق به کراجکی است، سید بن طاووس هم همین مطلب را در آخر کتاب «الورع الواقیه» تأیید کرده‌است.[۱۳]
- مجلسی در مورد کراجکی می‌گوید: اما کراجکی، او از عالمان و متکلمان بزرگ است و جمیع ارباب اجازات به او مستند می‌شوند. کتاب «کنز الوائد؛ او از کتاب‌های مشهوری است که همه کسانی که بعد از او آمده‌اند از آن بهره برده‌اند و بقیه کتاب‌هایش نیز در نهایت متانت هستند… فقیهان طرابلس که شیخ آجل سعید، ابوالفتح کراجکی، مقیم رمله البیضاء نیز از آنان است ـ از عالمان و فقیهان بزرگ ما هستند؛ بلکه از رؤسای آنهاست.[۴]
- شهید اول در بسیاری از کتاب‌هایش از کراجکی به علامه تعبیر می‌کند؛ با این که از علامه حلی به فاضل تعبیر می‌نماید.[۱۴]
- ذهبی از علمای اهل سنت وی را «شیخ شیعه، از بزرگان شیعه، ماهر در فقه و اصول شیعی، نحوی، لغوی، منجم و طبیب» معرفی کرده‌است.[۱۵]
- یافعی دیگر عالم سنی می‌نویسد: «در این سال (۴۴۹) ابوالفتح محمد بن علی کراجکی رحلت کرد. وی سرور شیعه و صاحب تصانیف متعدده، نحوی، لغوی، منجم، طبیب، متکلم می‌باشد.»[۱۶]

به نظر می‌رسد از بین جنبه‌های مختلف علمی و علومی که وی به آن احاطه داشته و به عنوان «علامه» معرفی شده، محدث بودن و فقاهت وی از برجستگی خاصی برخوردار بوده‌است. در کتاب مقدمه‌ای بر فقه شیعه در خصوص جنبه فقاهتی وی آمده‌است: «فقیه شیعی نیمه اول قرن ۵ هـ در اثر فقهی خود به نام «بستان» ابواب فقه را به ترتیب مشجر (درختی) از یکدیگر تفریع کرد که عملی ابتکاری بود..»

## آثار
علامه ابوالفتح کراجکی دارای تألیفات نسبتاً زیادی در زمینه‌های مختلف علمی است. سید احمد حسینی تألیفات او را بر حسب شمارش بعضی از علما ۷۰ مورد دانسته‌است. از مهمترین تألیفات او می‌توان به موارد ذیل اشاره کرد.
1. کنز الفوائد: مهمترین اثر و تألیف این عالم شیعی است. محمد باقر خوانساری می‌نویسد: «کنزالفوائد از بهترین تألیفات این عالم بزرگ است که تا زمان ما باقی‌مانده‌است.[۱۹]
2. التفضیل؛[۲۰]
3. معدن الجواهر و ریاضة الخواطر؛
4. الاستنصار فی النص علی ائمه الاطهار؛
5. رساله فی تفضیل امیرالمؤمنین (ع)؛
6. الکر و الفر فی الامامه؛
7. رساله فی حق‌الوالدین؛[۲۱]
8. اخبار الاحاد؛
9. التعجب فی الامامه حسن،
10. مسئله فی المسح؛
11. منهاج فی معرفه مناسک الحجاج؛
12. شرح الاستبصار[۲۲] و…